# La Philippe Gilbert
De La Philippe Gilbert is een tweedaagse wielerwedstrijd voor junioren die wordt verreden in en om het Belgische Aywaille. De naar de wielrenner Philippe Gilbert vernoemde wedstrijd werd voor het eerst verreden in 2013 en daarna vrijwel jaarlijks georganiseerd. De tweede etappe komt traditiegetrouw aan op de top van La Redoute.

## Lijst van winnaars

### Overwinningen per land
| Overwinningen | Land                        |
| ------------- | --------------------------- |
| 8             | België                      |
| 2             | Frankrijk                   |
| 1             | Spanje, Verenigd Koninkrijk |